# Cuillin Hills

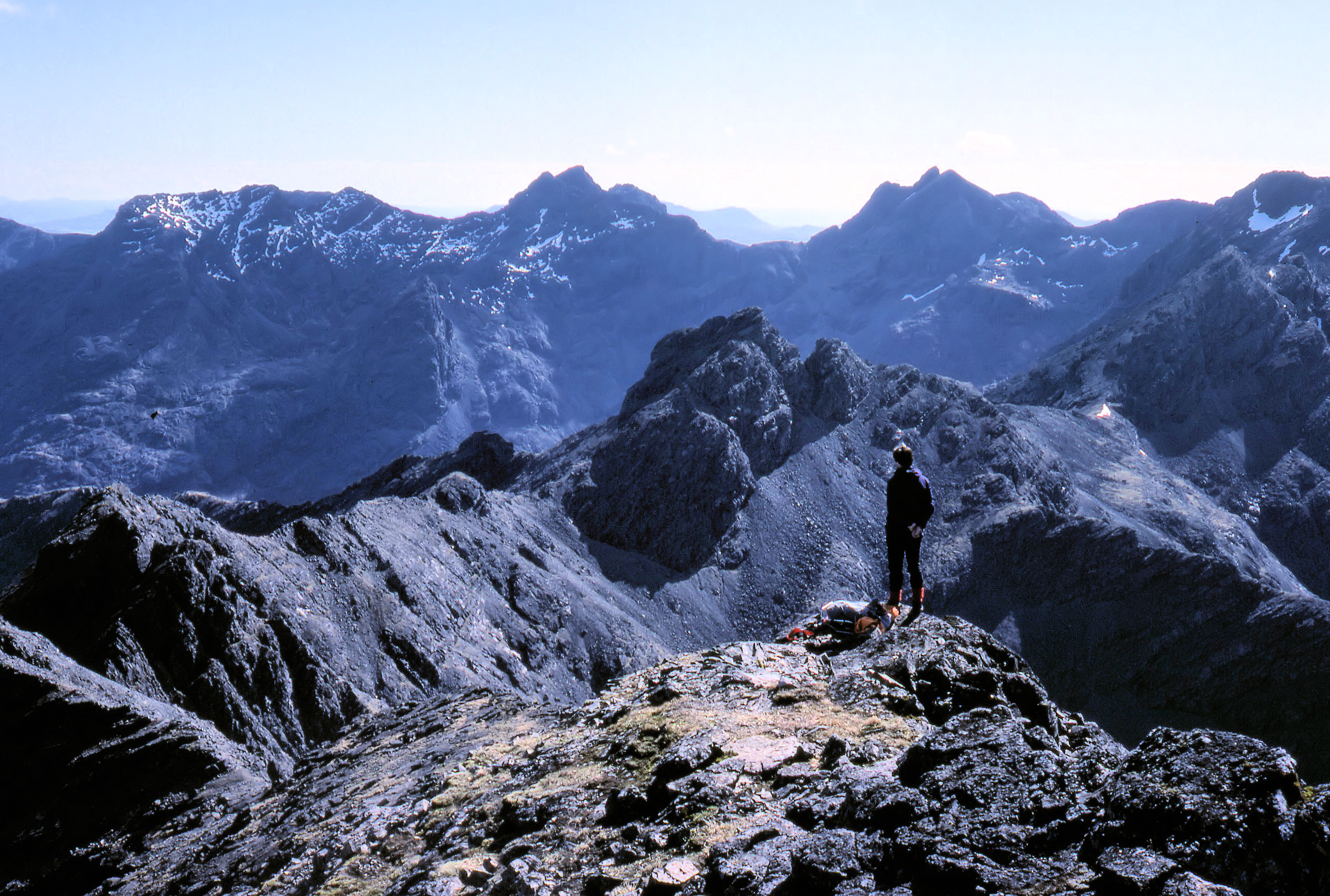
Uitzicht op de Cuillin Hills

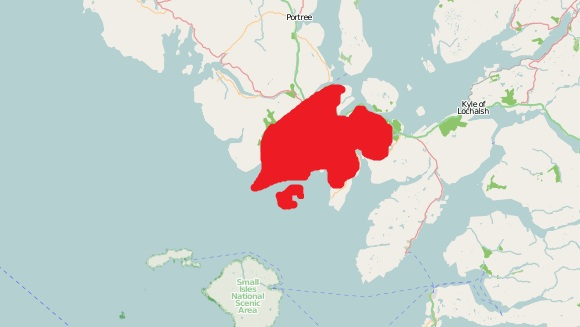
Locatie van de Cuillin Hills

Cuillin Hills (Schots-Gaelisch: An Cuilthionn of An Cuiltheann) zijn een paar rotsige bergen op Isle of Skye in Schotland. De hoogste en rotsachtigste bergen van de Cuillin Hills heten de Black Cuillin en de lagere bergen heten de Red Hills.
De hoogste berg in de Cuillin Hills is de Sgùrr Alasdair met een hoogte van 992 meter. De Cuillin Hills is een van de 40 National Scenic Areas in Schotland.

## Black Cuillin
De Black Cuillin zijn de hoogste bergen van de Cuillin Hills. De bergen zijn voornamelijk van basalt en gabbro. De Black Cuillin (vertaald: Zwarte Cuillin) kreeg zijn naam omdat het gesteente door de gabbro zwart is. Er zijn twaalf Munro's in de Black Cuillin:
- Sgùrr nan Gillean, 964 meter
- Am Basteir, 934 meter
- Bruach na Frìthe, 958 meter
- Sgùrr a' Mhadaidh, 918 meter
- Sgùrr a' Ghreadaidh, 973 meter
- Sgùrr na Banachdaich, 965 meter
- Sgùrr Dearg, 986 meter
- Sgùrr MhicChoinnich, 948 meter
- Sgùrr Alasdair, 992 meter
- Sgùrr Dubh Mòr, 944 meter[1]
- Sgùrr nan Eag, 924 meter[1]
- Blà Bheinn, 928 meter

## Red Hills
De Red Hills (Schots-Gaelisch: Am Binnean Dearg) zijn de lagere bergen van de Cuillin Hills. Ze bestaan voornamelijk uit graniet. In de Red Hills staan twee Corbetts: de hoogste bergtop Glamaig (775 m) en Marsco (736 m).